# Longitarsus azoricus
Longitarsus azoricus es una especie de insecto coleóptero de la familia Chrysomelidae. Fue descrita científicamente en 1991 por Israelson.